# Яшвиль, Владимир Михайлович
Владимир Михайлович Яшвиль (Иашвили; груз. ვლადიმერ მიხეილის ძე იაშვილი; 15 июля 1764 — 20 июля 1815) — князь, генерал-майор, участник Русско-турецкой войны, участник дворцового заговора против императора Павла I.

## Биография
Из грузинского княжеского рода Яшвилей. В 1784 года определён в Артиллерийский и Инженерный шляхетский кадетский корпус, откуда выпущен в 1786 году штык-юнкером в Бомбардирский полк, а затем в лейб-гвардии Артиллерийский батальон. Участвовал в Русско-турецкой войне: в боях при Бендерах, Кинбурне, во взятии Измаила. Находился в сражении с польскими конфедератами в 1792 году и против польских повстанцев в 1794 году .

## Убийство Павла I
Как свидетельствуют мемуаристы, Владимир Яшвиль принял участие во всех эпизодах убийства Павла I — он был одним из 10 человек, находившихся в спальне Павла I в момент убийства. Некоторые мемуаристы также сходятся в том, что В. М. Яшвиль был первым, кто ударил императора и сбил его с ног, потом другие удушили Павла I шарфом.
По мемуарам М. А. Леонтьева Павел был уже согласен подписать отречение, но неожиданный удар в висок ему нанёс свирепый генерал – 36-летний князь Юшвиль(Яшвиль). Царь пытался прорваться к столу с пистолетами. Его повалили и заговорщики наложили на него руки. «Уверяют, что первый удар, нанес Яшвиль». (К. Ф. Розенцвейг). После тщетных попыток воздействовать на заговорщиков царь сбил стулом одного из них, а затем сам «был сбит с ног князем Яшвилем, ударившим его кулаком по виску». (А. Карр) Когда все ринулись, «Яшвиль и Мансуров накинули ему на шею шарф и начали его душить». (А. Коцебу) «Князь Владимир Яшвиль, человек весьма благородный и Татаринов задушили его, для чего шарф был снят и подан Яковом Федоровичем Скарятиным». (Д. Давыдов). Удар Н. Зубова табакеркой в висок был сигналом, «по которому, князь Яшвиль, Татаринов, Горданов и Скарятин яростно бросились на него, вырвали из его рук шпагу…повалили на пол, топтали ногами, шпажным эфесом проломили ему голову и, наконец, задавили шарфом Скарятина». (М. А. Фонвизин). «Князь Яшвиль первым нанес императору сильный удар по голове, от которого он потерял сознание. Остальные убийцы добили царя, задушив его»(Барон Фон дер Остен-Сакен, воспитатель великого князя Константина, с его слов записанных 14 марта 1801).

Вскоре после переворота появились копии письма В. М. Яшвиля императору Александру I: 
Государь, с той минуты, когда несчастный безумец Ваш отец, вступил на престол, я решился пожертвовать собою, если нужно будет для блага России, которая со времени кончины Великого Петра была игралищем временщиков, и, наконец, жертвою безумца. Отечество наше находится под властью самодержавною — самою опасною из всех властей, потому что участь миллионов людей зависит от великости ума и души одного человека. Петр Великий нес со славою бремя самодержавия, и под мудрою его властью отечество отдыхало, но гении редки, и, как в настоящую минуту осталось одно средство — убийство, мы за него взялись. Бог правды знает, что наши руки обагрились кровью не из корысти, пусть жертва будет не бесполезна. Поймите Ваше великое призвание, будьте на престоле, если это возможно, честным человеком и русским гражданином. Поймите, что для отчаяния есть всегда средства, и не доводите отечество до гибели. Человек, который жертвует жизнью для России, вправе Вам это сказать, я теперь более велик, чем вы, потому, что ничего не желаю, и, если бы даже нужно было для спасения Вашей славы, которая так для меня дорога только потому, что она слава и России, я готов был бы умереть на плахе, — но это бесполезно, вся вина падет на Вас, и не такие поступки покрывает царская мантия. Удаляюсь в мои деревни, постараюсь там воспользоваться кровавым уроком и пещись о благе моих подданных. Царь царствующих простит или покарает меня в предсмертный час; молю его чтоб жертва моя была бы не бесполезна! Прощайте, государь! Пред государем я спаситель отечества, пред сыном — убийца отца. Прощайте, да будет благословение Всевышнего на Россию и Вас — её земного кумира, да не постыдиться она его во века!
 Остается неизвестным, было ли письмо отправлено адресату. Историки полагают, что именно это письмо, проникнутое духом французской революции, а не факт участия в заговоре и цареубийстве, послужило причиной опалы В. М. Яшвиля.
16 марта 1801 года определён в лейб-гвардии Артиллерийский батальон, 27 августа 1801 года – шеф 10-го артиллерийского батальона в Херсоне, 13 октября 1801 года вышел в отставку по собственному прошению. 17 декабря 1802 года на князя Яшвиля было заведено секретное дело и 23 марта 1803 года по повелению Государя он был сослан в своё имение в селе Еремеевском Перемышльского уезда Калужской губернии под надзор полиции с запрещением бывать в обеих столицах.

## Отечественная война 1812 года
В начале Отечественной войны Яшвиль обратился с просьбой к генерал-лейтенанту Василию Шепелеву о разрешении участвовать в боевых действиях против французов, после чего был зачислен в состав Калужского ополчения. Кратковременное пребывание Яшвиля в делах против неприятеля ознаменовалось успешными действиями под Ельней и освобождением её. Однако, узнав об употреблении к службе опального генерала, император приказал М. И. Кутузову немедленно отстранить его от дел и вернуть в место ссылки, что было исполнено 31 октября 1812 года.

## Карьера
- ??? — полковник 6-го артиллерийского полка
- 13 ноября 1800 года — произведен в генерал-майоры с назначением во флотскую артиллерию цейхмейстером
- 16 марта 1801 года — переведен генерал-майором в лейб-гвардии Артиллерийский батальон
- 27 августа 1801 года — назначен шефом 10-го артиллерийского батальона
- 13 октября 1801 года — уволен в отставку

## Награды
- орден Св. Владимира 4-й ст. с бантом
- золотой крест за взятие Измаила
- золотой крест за взятие Праги
- золотая шпага «за храбрость»

## Семья
Владимир Михайлович был женат на Варваре Александровне Сухово-Кобылиной, дочери Александра Васильевича Сухово-Кобылина и Авдотьи Ивановны Мусиной-Пушкиной, тётке драматурга А. В. Сухово-Кобылина. В браке родились сын и 4 дочери.
- Евдокия (1801—1895) — с 1820 года супруга Николая Онуфриевича Сухозанета (1794—1871). Владелица имения «Муромцево»
- Мария (1803—1892) — благотворительница, супруга статского советника Григория Фёдоровича Гежелинского (1783—1859). Их внуки: Алексей Сергеевич Ермолов и Николай Сергеевич Ермолов, Николай Валерианович Муравьев, Александр Петрович Извольский, Пётр Петрович Извольский.
- Варвара
- Павла (? — 1830) — не замужем.
- Владимир (1815—1864) — генерал-майор, женат на Анне Михайловне Орловой (1826—1887), дочери декабриста М. Ф. Орлова.

Брат — генерал-адъютант Лев Яшвиль.

## Разное
В дневниках А. С. Пушкина за 1833—1834 годы есть запись, в которой автор называет Яшвиля «педерастом и отъявленным игроком». Естественно, эта запись не могла относиться к Владимиру Яшвилю, умершему почти 20 лет назад, а относилась к его младшему брату, российскому генералу Льву Яшвилю.